# Solo (TV-serie)
Solo var en svensk såpopera som sändes på Kanal 5 år 1994. Serien regisserades av Anders Lennberg och Peter Ocskay.
Serien var en storsatsning från kanalen, och var Sveriges första såpopera. Kanal 5 hade dock hoppats på betydligt bättre tittarsiffror. Premiäravsnittet sågs endast av 120 000 personer, varför man beslutade att sända det i repris kvällen efter. Tittarna uteblev dock, och serien kom att läggas ner.

## Medverkande
- Fredrik Dolk - Ulf Svartholm
- Marina Donelin - Jessica Lindqvist
- Christine Eskers - Helena Lomander
- Thomas Hedengran - Jocke Lundström
- Mattias Knave - Thomas Larsson